# Deepin
Deepin (stilizovano kao deepin; ime ranije poznato kao Linux Deepin i Hiweed Linux) je Linux distribucija zasnovana na stabilnoj grani Debian-a. 
Sadrži Deepin Desktop Environment, izgrađen na Qt-u i dostupan za različite distribucije kao što su Arch Linux,  Fedora, Manjaro i Ubuntu. Od verzije 15.10 se takođe koristi dde-kwin, skup zakrpa za KDE Plasma Window Manager.
U 2019. godini Huawei je počeo da isporučuje Linux laptopove sa unapred instaliranim Deepinom.
Deepinova korisnička baza je pretežno kineska, mada se nalazi u spremištima najistaknutijih distribucija Linux-a kao alternativni korisnički prostor.
U Vuhanu, u Kini razvila ga je kompanija Wuhan Deepin Technology. Od 1. januara 2020. je podružnica u potpunom vlasništvu UnionTech-a.

## Istorija
Distribucija je počela 2004. godine pod imenom Hiweed Linux.
2011., razvojni tim iza Deepina osnovao je kompaniju po imenu Wuhan Deepin Technology za podršku komercijalnom razvoju operativnog sistema. Kompanija je dobila poslovne investicije iste godine kada je osnovana.
Wuhan Deepin Technology pridružila se Linux Fondaciji 2015. godine.

## Pregled
Deepin isporučuje mešavinu programa otvorenog i zatvorenog kôda, kao što su Google Chrome, Spotify i Steam.
Takođe uključuje softverski paket aplikacija koje je razvio Deepin Technology, kao i WPS Office i CrossOver.
Razvoj Deepin-a vodi kineska kompanija Wuhan Deepin Technology Co., Ltd. iz Kine. Kompanija ostvaruje prihod prodajom tehničke podrške i drugih usluga u vezi sa time.
Od 1. januara 2020. Wuhan Deepin Technology je podružnica u potpunom vlasništvu UnionTech-a.
Distribucija je široko hvaljena zbog svoje estetike u raznim recenzijama, dok je takođe kritikovana zbog različitih uočenih kršenja privatnosti korisnika.

## Deepin Desktop Environment
Deepin ima svoje korisničko okruženje koje se naziva Deepin DE ili skraćeno DDE. Napisano je u Qt-u.
Distribucija takođe održava svoj menadžer prozora dde-kwin.
Korisničko okruženje opisao je Jack Vallen kao "najlepše okruženje na tržištu" za TechRepublic.
DDE je takođe dostupan u softverskim spremištima Fedore 30. UbuntuDDE i Manjaro Deepin su distribucije koje podržava zajednica i koje sadrže Deepin Desktop Environment i neke od Deepin aplikacija.

## Deepin aplikacije
Deepin dolazi sa brojnim aplikacijama izgrađenim putem DTK-a (Deepin Tool Kit), koji je zasnovan na C++ i Qt-u.Lista Deepin aplikacija koje je napravio razvojni tim Deepin-a:
- Deepin Boot Maker
- Deepin Installer
- Deepin File Manager
- Deepin System Monitor
- Deepin Package Manager
- Deepin Font Installer
- Deepin Clone
- Deepin Picker
- Deepin Store
- Deepin Screen Recorder
- Deepin Voice Recorder
- Deepin Screenshot
- Deepin Terminal
- Deepin Image Viewer
- Deepin Movie
- Deepin Cloud Print
- Deepin OpenSymbol
- Deepin Music
- Deepin Calendar
- Deepin Remote Assistant
- Deepin Manual
- Deepin Emacs
- Deepin Presentation Assistant
- Deepin Calculator
- Graphics Driver Manager
- Deepin Repair
- Deepin Editor

### Deepin Installer
Deepin dolazi sa instalaterom pod nazivom "Deepin Installer" koji je kreirala kompanija Deepin Technology. Swapnil Bhartiya je za linux.com opisao instalatera kao „najjednostavniji postupak instalacije“ koji je takođe „prilično prijatan."
Pišući za Forbes, Jason Evangelho se požalio na instalatera koji je zahtevao od korisnika da odabere svoju lokaciju sa mape sveta, ali je zaključio rečima: "Osim moje male ljutnje zbog vremenskih zona, instalater je lep, brz i vrlo intuitivan."

## Izdanja
| Verzija              | Datum izdanja       | Korisničko okruženje                             | Osnovni sistem            |
| -------------------- | ------------------- | ------------------------------------------------ | ------------------------- |
| Hiwix 0.1            | 28. februar 2004.   | IceWM                                            | Morphix                   |
| Hiweed Linux 0.2     | 3. mart 2004.       | IceWM                                            | Morphix                   |
| Hiweed Linux 0.3     | 22. jul 2004.       | Xfce                                             | Debian                    |
| Hiweed Linux 0.55    | 25. septembar 2004. | Xfce                                             | Debian                    |
| Hiweed Linux 0.6     | 24. februar 2005.   | Xfce                                             | Debian                    |
| Hiweed Linux 1.0     | 25. septembar 2006. | Xfce                                             | Ubuntu                    |
| Hiweed Linux 2.0     | 17. novembar 2008.  | LXDE                                             | Ubuntu                    |
| Linux Deepin 9.12    | 30. decembar 2009.  | GNOME 2                                          | Ubuntu                    |
| Linux Deepin 10.06   | 20. jul 2010.       | GNOME 2                                          | Ubuntu                    |
| Linux Deepin 10.12   | 31. decembar 2010.  | GNOME 2                                          | Ubuntu                    |
| Linux Deepin 11.06   | 4. jul 2011.        | GNOME 2                                          | Ubuntu                    |
| Linux Deepin 11.12   | 30. decembar 2011.  | GNOME 3                                          | Ubuntu                    |
| Linux Deepin 11.12.1 | 29. februar 2012.   | GNOME 3                                          | Ubuntu                    |
| Linux Deepin 12.06   | 17. jul 2012.       | GNOME 3                                          | Ubuntu                    |
| Linux Deepin 12.12   | 19. jun 2013.       | Deepin Desktop Environment 1.0                   | Ubuntu                    |
| Linux Deepin 12.12.1 | 7. avgust 2013.     | Deepin Desktop Environment 1.0                   | Ubuntu                    |
| Linux Deepin 2013    | 28. novembar 2013.  | Deepin Desktop Environment 1.0                   | Ubuntu                    |
| Deepin 2014          | 6. jul 2014.        | Deepin Desktop Environment 2.0                   | Ubuntu                    |
| Deepin 2014.1        | 28. avgust 2014.    | Deepin Desktop Environment 2.0                   | Ubuntu                    |
| Deepin 2014.2        | 31. decembar 2014.  | Deepin Desktop Environment 2.0                   | Ubuntu                    |
| Deepin 2014.3        | 28. april 2015.     | Deepin Desktop Environment 2.0                   | Ubuntu                    |
| Deepin 15            | 31. decembar 2015.  | Deepin Desktop Environment 3.0 (zasnovan na Qt)  | Debian (nestabilna grana) |
| Deepin 15.1          | 29. januar 2016.    | Deepin Desktop Environment 3.0 (zasnovan na Qt)  | Debian (nestabilna grana) |
| Deepin 15.1.1        | 9. mart 2016.       | Deepin Desktop Environment 3.0 (zasnovan na Qt)  | Debian (nestabilna grana) |
| Deepin 15.2          | 1. jun 2016.        | Deepin Desktop Environment 3.0 (zasnovan na Qt)  | Debian (nestabilna grana) |
| Deepin 15.4          | 19. jul 2017.       | Deepin Desktop Environment 3.0 (zasnovan na Qt)  | Debian (nestabilna grana) |
| Deepin 15.4.1        | 21. jul 2017.       | Deepin Desktop Environment 3.0 (zasnovan na Qt)  | Debian (nestabilna grana) |
| Deepin 15.5          | 30. novembar 2017.  | Deepin Desktop Environment 3.0 (zasnovan na Qt)  | Debian (nestabilna grana) |
| Deepin 15.6          | 15. jun 2018.       | Deepin Desktop Environment 3.0 (zasnovan na Qt)  | Debian (nestabilna grana) |
| Deepin 15.7          | 20. avgust 2018.    | Deepin Desktop Environment 3.0 (zasnovan na Qt)  | Debian (nestabilna grana) |
| Deepin 15.8          | 20. novembar 2018.  | Deepin Desktop Environment 3.0 (zasnovan na Qt)  | Debian (nestabilna grana) |
| Deepin 15.9          | 16. januar 2019.    | Deepin Desktop Environment 3.0 (zasnovan na Qt)  | Debian (nestabilna grana) |
| Deepin 15.10         | 28. april 2019.     | Deepin Desktop Environment 3.0 (zasnovan na Qt)  | Debian 9 (stabilna grana) |
| Deepin 15.10.1       | 17. maj 2019.       | Deepin Desktop Environment 3.0 (zasnovan na Qt)  | Debian 9 (stabilna grana) |
| Deepin 15.10.2       | 1. jul 2019.        | Deepin Desktop Environment 3.0 (zasnovan na Qt)  | Debian 9 (stabilna grana) |
| Deepin 15.11         | 19. jul 2019.       | Deepin Desktop Environment 3.0 (zasnovan na Qt)  | Debian 9 (stabilna grana) |
| Deepin 20 (beta)     | 15. april 2020.     | Deepin Desktop Environment 4.0 (zasnovan na Qt5) | Debian 10 (buster)        |
| Deepin 20            | 11. septembar 2020. | Deepin Desktop Environment 4.0 (zasnovan na Qt5) | Debian 10 (buster)        |
| Deepin 20.1          | 30. decembar 2020.  | Deepin Desktop Environment 4.0 (zasnovan na Qt5) | Debian 10 (buster)        |
| Deepin 20.2          | 31. mart 2021.      | Deepin Desktop Environment 4.0 (zasnovan na Qt5) | Debian 10 (buster)        |
| Deepin 20.2.1        | 13 maj 2021.        | Deepin Desktop Environment 4.0 (zasnovan na Qt5) | Debian 10 (buster)        |
| Deepin 20.2.2        | 26. jun 2021.       | Deepin Desktop Environment 4.0 (zasnovan na Qt5) | Debian 10 (buster)        |
| Deepin 20.2.3        | 16. avgust 2021.    | Deepin Desktop Environment 4.0 (zasnovan na Qt5) | Debian 10 (buster)        |
| Deepin 20.2.4        | 29. septembar 2021. | Deepin Desktop Environment 4.0 (zasnovan na Qt5) | Debian 10 (buster)        |
| Deepin 20.3          | 23. novembar 2021.  | Deepin Desktop Environment 4.0 (zasnovan na Qt5) | Debian 10 (buster)        |